# Svodidlo

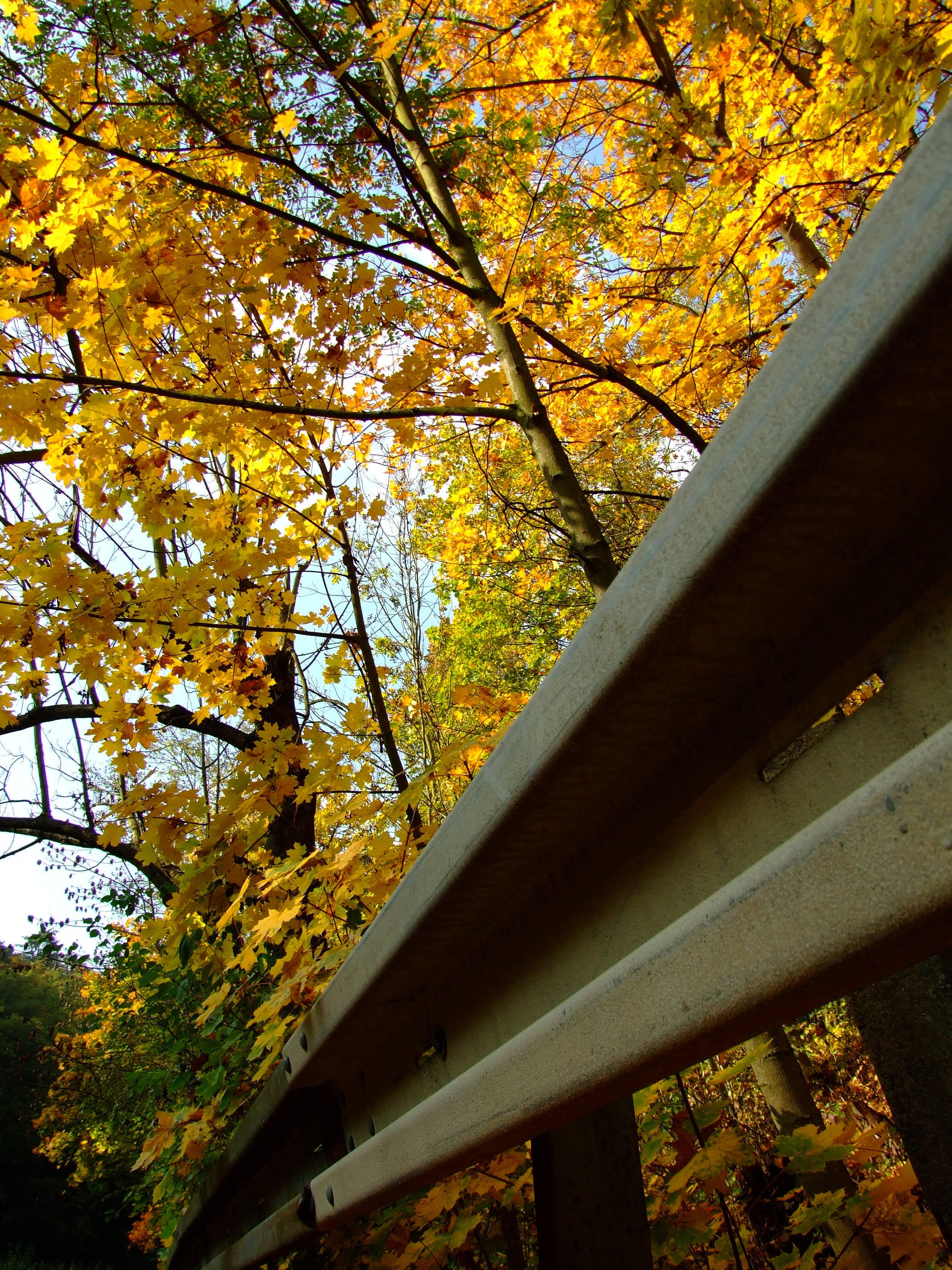
Typické české svodidlo podél silnice

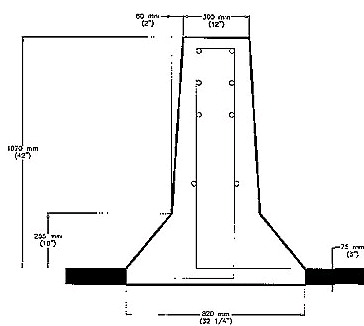
Schema betonového svodidla typu New Jersey

Svodidlo je bezpečnostní zařízení u pozemních komunikací, jehož účelem je usměrnit vozidlo, nad nímž řidič ztratí kontrolu, tak, aby nespadlo mimo vozovku. Umisťuje se například tam, kde je vedle silnice sráz nebo překážka, na mostech a estakádách, na vnější straně směrových oblouků, k ochraně chodců na chodníku atd., na silnicích vyšších tříd často i v delších souvislých úsecích.

## Typy
Podle druhu a materiálu rozlišujeme:
- ocelové svodidlo
- lanové svodidlo
- silniční svodidlo
- mostní svodidlo
- zábradelní svodidlo
- betonové svodidlo
- vodící stěnu

Ocelové svodidlo se skládá ze sloupku, distančního dílu a ocelové pásnice (profilovaný plech). Lanová svodidla mají mezi sloupky propletena ocelová lana. Sloupky jsou obvykle beraněné do krajnice vozovky (silniční svodidlo) nebo kotvené (mostní svodidlo), sloupky mostního svodidla se přes patní desku kotví do římsy mostu (zábradelní svodidlo). U lanových se někdy osazují do prefabrikovaných patek.

## Umístění
Svodidla na pozemních komunikacích se nejčastěji umísťují na krajnici a nebo na římsu mostu tak, aby ochránila jedoucí vozidlo před nárazem do překážky nebo před pádem do hloubky. Dále aby byl před nárazem vozidla ochráněn majetek a zdraví občanů (například ochrana chodců, budov, vodních toků, pitné vody, železnice apod.). Způsob používání svodidel na silnicích předepisují technické podmínky (TP). Úroveň zadržení pro pozemní komunikace stanovuje TP 114 – Svodidla na pozemních komunikacích. Úroveň zadržení svodidla je ověřená nárazovou zkouškou dle normy EN 1317 část 2 a označuje se např. N1, H1, H2 nebo H3 (zádržnost systému). Dalšími důležitými parametry svodidel jsou pak také pracovní šířka, úroveň prudkosti nárazu nebo dynamický průhyb.